# Scipione Spina
Scipione Spina (falecido em 6 de março de 1639) foi um prelado católico romano que serviu como bispo de Lecce (1591–1639).

## Biografia
No dia 10 de maio de 1591, Scipione Spina foi nomeado Bispo de Lecce durante o papado de Gregório XIV. A 3 de junho de 1591, foi consagrado bispo por Giulio Antonio Santorio, cardeal-sacerdote de San Bartolomeo all'Isola, com Flaminio Filonardi, bispo de Aquino, e Leonard Abel, bispo titular de Sidon, servindo como co-consagradores. Serviu como Bispo de Lecce até à sua morte no dia 6 de março de 1639.

## Sucessão episcopal
| Sucessão episcopal de Scipione Spina |
| --- |
| Enquanto bispo, foi o principal co-consagrador de: - Ascanio Parisi, Bispo Coadjutor de Marsico Nuovo (1599); - Giovanni Agostino Gandolfo, Bispo de Fondi (1619); e - Alessandro Suardi, Bispo de Lucera (1619). |